# Habrobracon
Habrobracon är ett släkte av steklar. Habrobracon ingår i familjen bracksteklar.

## Bildgalleri

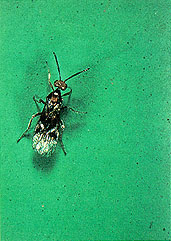

## Dottertaxa tillHabrobracon, i alfabetisk ordning[1]
- Habrobracon agathymi
- Habrobracon americanus
- Habrobracon bicolor
- Habrobracon breviradiatus
- Habrobracon cionycita
- Habrobracon concolorans
- Habrobracon crassicornis
- Habrobracon cushmani
- Habrobracon didemie
- Habrobracon erucarum
- Habrobracon excisus
- Habrobracon gelechiae
- Habrobracon genuensis
- Habrobracon hebetor
- Habrobracon iranicus
- Habrobracon kitcheneri
- Habrobracon kopetdagi
- Habrobracon labrator
- Habrobracon lissothorax
- Habrobracon marshakovi
- Habrobracon nigerrimus
- Habrobracon notatus
- Habrobracon nygmiae
- Habrobracon palpebrator
- Habrobracon philocteanus
- Habrobracon pillerianae
- Habrobracon platynotae
- Habrobracon politiventris
- Habrobracon ponticus
- Habrobracon radialis
- Habrobracon rotundiventris
- Habrobracon simonovi
- Habrobracon somnialis
- Habrobracon stabilis
- Habrobracon telengai
- Habrobracon viktorovi
- Habrobracon xanthonotus